# デュプロ
株式会社デュプロは、印刷機などを製造する会社。

## 沿革
- 1956年（昭和31年） - 東京都渋谷区に日新精工株式会社を設立[4]。
- 1959年（昭和34年） - デュプロ製造株式会社に商号を変更[4]。
- 1990年（平成2年） - 株式会社デュプロに商号を変更[4]。
- 2004年（平成16年） - アジア原紙株式会社と資本提携[4]。

## 主な製品
- デジタル孔版印刷機（「デュープリンター」シリーズ）・インクジェット印刷機
- 製本機
- 丁合機
- 紙折機
- シーラー

## グループ会社
- 製造部門
  - 株式会社デュプロ（神奈川県相模原市中央区）
  - デュプロ精工株式会社（和歌山県紀の川市）
  - アジア原紙株式会社（岐阜県岐阜市）
  - 中山迅宝兴业机械有限公司（中国広東省）
- 販売部門
  - デュプロ万博株式会社（北海道札幌市中央区）
  - デュプロ株式会社（東京都豊島区）
  - デュプロ販売株式会社（愛知県名古屋市中区）
  - デュプロ北陸販売株式会社（石川県金沢市）
  - デュプロ株式会社（大阪府大阪市北区）
  - デュプロ株式会社（香川県高松市）
  - デュプロ株式会社（福岡県福岡市博多区）